# 박진목
박진목(朴進穆, 1918년 8월~2010년 7월 13일)은 대한민국의 독립운동가, 언론인, 통일운동가이다. 경상북도 출신으로 호는 동주(東洲)이다.

## 생애

### 일제강점기
박진목은 1918년 8월 경북 의성군에서 태어났다. 일제강점기 말기 맏형 박시목이 국내외 무장 독립운동단체를 하나로 묶으려는 활동에 관여했다가 같이 연루되어 1944년 5월 치안유지법 위반혐의로 대구에서 체포돼 1년2개월형을 받고 옥고를 치르다 해방을 맞았다.

### 광복 이후
해방 뒤 건국준비위원회에 활동하였고, 대구부 인민위원회에도 가입하여 활동했다. 미군정기에는 남로당에서 활동을 하다가 박헌영의 과격한 폭력투쟁 노선에 반발해 활동을 접었다.
"남조선 노동당도 방향전환을 해라. 지금부터는 합법운동만 해라"
그는 또 대구영남일보사에 입사하여 기자로 활동하기도 한다.

### 대한민국 정부 수립 이후
한국전쟁 때는 '동족상잔의 비극을 하루 빨리 종식시켜야 한다.'며 종전운동을 벌였다. 그는 1951년 7월 미군 정보기관의 도움을 받아 평양을 방문해 리승엽 등을 만나 종전을 촉구했다. 40일 만에 남쪽으로 돌아와 미군에서 조사를 받고 풀려났으나 다시 특무대에 구속돼 재판을 받았다. 이후 진보당 사건, 5·16 쿠데타에 따른 혁신계 탄압 때도 조사를 받거나 도피하는 생활을 계속했다. 1970년대에는 우사 김규식의 비서를 한 송남헌 등과 함께 민족정기회를 만들어 친일잔재 청산과 평화통일 운동을 벌였다.
2010년 7월 13일 경기도 하남시에서 사망했다.

## 저서
- <<내 조국 내 산하>>

## 인물평
반쪽 정부를 세운 이승만은 적당주의자, 김일성은 사람을 많이 죽인 민족반역자, 박헌영은 미군정을 연구하지 못한 무식자, 여운형은 이름 팔기를 좋아한 매명주의자, 조봉암은 대인(大人)이지만 변절자, 제주 4·3사태 등으로 동포를 많이 살해한 장택상이나 이범석은 매우 부정적으로 평가하였다.